# Marc Bouiron
Marc Bouiron, né à Marseille en 1965, est un archéologue français, spécialiste de l'histoire et de l'évolution des villes de Marseille et de Nice en croisant archéologie et textes d'archives.

## Biographie
Après des études d'archéologie à l'université d'Aix-en-Provence, Marc Bouiron a été d'abord archéologue de la Ville de Marseille de 1990 à 2001. Il a dirigé les fouilles de la place Général-de-Gaulle et de la bibliothèque de l'Alcazar. Ses travaux l'ont conduit à analyser l'histoire de Marseille depuis l'Antiquité tardive jusqu'à l’Époque moderne, avec un focus particulier sur le haut Moyen Âge et la période médiévale.
Il prend un poste de conservateur régional de l’archéologie en Haute-Normandie, puis dirige de 2003 à 2004 les diagnostics archéologiques du tramway de Nice et de l'Autoroute urbaine Sud (prolongement de la voie rapide vers l'ouest de Nice). Recruté comme conservateur du patrimoine et archéologue de la ville de Nice en 2005, il conduit d'octobre 2006 à septembre 2007 la fouille du tramway avec une équipe de l'Inrap. En parallèle du développement d'un service municipal se met en place, sous sa coordination, un programme collectif de recherche sur la colline du château de Nice. Les travaux d'aménagement de la crypte archéologique permettent la mise en valeur de l'ancien système défensif niçois autour de la porte Pairolière.
Il devient ensuite conservateur en chef du patrimoine et directeur du service archéologique de la Métropole Nice Côte d’Azur. Dans le cadre du programme de recherche sur la colline du Château, il dirige la fouille de l'ancienne cathédrale Notre-Dame et de ses abords (ensemble canonial, cimetière) L'équipe de chercheurs met au jour les différents états de l'édifice religieux (qui remonte au milieu du Ve siècle) tout en réinterprétant les données des fouilles anciennes.
Il soutient en 2014 une thèse sur Stéphane de Byzance à l'Université de Nice Côte d'Azur sous la direction d'Arnaud Zucker et Dominique Garcia.
En 2015, il devient directeur interrégional Méditerranée (PACA, Languedoc-Roussillon, Corse) de l'Inrap puis, en 2018, directeur scientifique et technique du même institut. Il est membre du comité éditorial de la revue Gallia.

## Publications
- Marc Bouiron et Philippe Mellinand, Quand les archéologues redécouvrent Marseille, Paris, Gallimard, 19 septembre 2013, 174 p. (ISBN 978-2-07-014213-2)
- Marc Bouiron, Nice, la colline du Château : Histoire millénaire d'une place forte, Nice, Mémoires Millénaires Editions, 303 p. (ISBN 978-2-919056-23-1)
- Marc Bouiron et Catherine Dureuil-Bourachau, Marseille, le guide : parcourir la ville et comprendre son histoire, Nice, Mémoires Millénaires Editions, 9 mars 2013, 110 p. (ISBN 978-2-919056-27-9)
- Marc Bouiron, « Du texte d’origine à l’Épitomé des Ethnika : Les différentes phases de réduction et la transmission du lexique géographique de Stéphane de Byzance », Rursus-Spicae,‎ 29 novembre 2012 (lire en ligne, consulté le 3 février 2018) ; DOI : 10.4000/rursus.1027
- Marc Bouiron, « Le lotissement de l’abbaye Saint-Sauveur de Marseille », Mélanges de l’École française de Rome - Moyen Âge,‎ 30 septembre 2012 (lire en ligne, consulté le 3 février 2018) ; DOI : 10.4000/mefrm.140
- Thierry Pécout (dir.), Marc Bouiron, Paolo Buffo, Gérard Gouiran, Juliette Lasalle, Antonio Olivieri, François Otchakovsky-Laurens, Riccardo Rao, Élisabeth Sauze, Juliette Sibon (éd.), L'Enquête générale de Charles II en Provence (1297-1299) - vol. X, Paris : éd. du CTHS, 2018, 1792 p. (Documents inédits sur l'histoire de France - série in 8°, n° 76).
- Marc Bouiron, Eric Delaval, Catherine Dureuil-Bourachau, Le Guide des sites antiques en PACA, Nice, Mémoires Millénaires Editions, 2020, 270 p.  (ISBN 9782919056804).
- Dominique Garcia, Marc Bouiron (dir.) Atlas archéologique de la France. Paris, Tallandier, 2023, 365 p.  (ISBN 979-10-210-5938-2).